# Elystan Morgan
Pour les articles homonymes, voir Morgan.
Dafydd Elystan Elystan-Morgan, baron Elystan-Morgan (né le 7 décembre 1932 et mort le 7 juillet 2021), connu sous le nom d'Elystan Morgan, est un homme politique britannique. 
Il siège comme crossbencher à la Chambre des lords de 1981 à 2020 et est député travailliste de 1966 à 1974.

## Biographie
Elystan Morgan fait ses études à l'Ardwyn Grammar school, à Aberystwyth et à l'université d'Aberystwyth. Il est avocat.
À l'origine candidat de Plaid Cymru, Elystan Morgan se présente à Wrexham à trois reprises, aux élections partielles de 1955 et aux élections générales de 1955 et de 1959, puis se présente à Merioneth (en) aux élections générales de 1964.
Elystan Morgan rejoint le Parti travailliste et est élu député du Cardiganshire, au Pays de Galles à l'élection générale de 1966, puis est ministre junior de 1968 à 1970, en tant que sous-secrétaire d'État au ministère de l'Intérieur. Il est président du Parti travailliste parlementaire gallois entre 1971 et 1974. Aux élections générales de février 1974, Morgan perd son siège au profit du libéral Geraint Howells. En 1979, il est candidat travailliste pour Anglesey, après la retraite de Cledwyn Hughes, mais est battu par le conservateur Keith Best (en). Après sa défaite, il se retire de la vie politique et se concentre sur sa carrière juridique.
En 1959, Elystan Morgan épouse Alwen Roberts. Ils ont deux enfants, une fille appelée Eleri née en 1960 et un fils, Owain, né en 1962. Lady Elystan-Morgan est décédée en 2006.
Il est admis au Gray's Inn en 1971, en droit d'exercer la profession d'avocat. Il est créé pair à vie le 27 mai 1981, avec le titre de baron Elystan-Morgan, d'Aberteifi dans le comté de Dyfed. Il occupe le poste de Recorder (en) entre 1983 et 1987 puis de juge de circuit entre 1987 et 2003.
Le 6 mars 2007, Elystan Morgan soutient l'abolition des lois britanniques sur le blasphème, citant la description par Richard Dawkins de Dieu comme « un maniaque du contrôle mesquin, injuste et impitoyable ; un nettoyant ethnique vindicatif et sanguinaire ; un misogyne, homophobe, raciste, infanticide, génocidaire, filicide, pestilentiel, mégalomane, sadomasochiste, capricieusement malveillant ». Diacre de l'Église presbytérienne du Pays de Galles (de la chapelle Capel-y-Garn dans le village de Pen-y-garn (cy)), il fait valoir que Dieu n'a pas besoin de la protection de la loi.
Il prend sa retraite de la Chambre des lords le 12 février 2020.